# Мятлик арктический
Мятлик арктический (лат. Póa árctica)  — вид рода Мятлик (Poa) семейства Злаки (Poaceae). Используется как кормовое растение.

## Ботаническое описание
Многолетнее травянистое растение высотой 10 — 40 см. Корневище тонкое, ползучее. Стебли гладкие. Листья мягкие, изогнутые, плоские или вдоль сложенные. Лигулы длиной 1 — 1,5 мм.
Соцветие  — раскидистая пирамидальная метёлка с тонкими веточками. Колоски тёмно — окрашенные, длиной
4 — 5 мм. Нижние цветковые чешуи по жилкам опушены. Каллус имеет пучок слаборазвитых извилистых волосков. Пыльники 1,4 — 2,5 мм длиной. Иногда встречаются вивипарные формы.
Число хромосом 2n=42, 56, 60, 62, 70, 74.

## Распространение и экология
Обитает в тундрах, по галечникам рек и ручьёв на лугах, песчаных гривах и гольцах.
Встречается в Арктике, в Восточной Сибири, на Дальнем Востоке.

## Значение и применение
Северным оленем (Rangifer tarandus), крупным рогатым скотом, козами удовлетворительно поедается в молодом состоянии. Позже поедается плохо.

## Синонимика
По данным The Plant List вид имеет следующие синонимы и инфравидовые ранги:

### Синонимы
- Poa abbreviata Blytt ex Griseb.
- Poa alpicola Nash ex Rydb.
- Poa alpigena var. vivipara (Malmgren) Schol.
- Poa aperta Scribn. & Merr.
- Poa arctica subsp. aperta (Scribn. & Merr.) Soreng
- Poa arctica subsp. arctica
- Poa arctica var. arctica
- Poa arctica f arctica
- Poa arctica subsp. grayana (Vasey) Á.Löve, D.Löve & B.M.Kapoor
- Poa arctica var. grayana (Vasey) Dorn
- Poa arctica subsp. longiculmis Hultén
- Poa arctica f. vivipara (Hook.) Scoggan
- Poa arctica var. vivipara Hook.
- Poa arctica subsp. williamsii (Nash) Hultén
- Poa callichroa Rydb.
- Poa cenisia subsp. arctica (R. Br.) K.Richt.
- Poa cenisia var. arctica (R. Br.) K.Richt.
- Poa chionogenes Gand.
- Poa colorata Steud.
- Poa debilis V.N.Vassil.
- Poa eyerdamii Hultén
- Poa flexuosa var. pallida Lange
- Poa flexuosa var. vivipara Malmgren
- Poa grayana Vasey
- Poa groenlandica Steud.
- Poa intermedia Steud.
- Poa longipila Nash ex Rydb.
- Poa petschorica Roshev.
- Poa phoenicea Rydb.
- Poa rigens var. vivipara (Malmgren) Schol.
- Poa tricholepis Rydb.
- Poa williamsii Nash

### Инфравидовые ранги
- Poa arctica subsp. depauperata (Fr.) Nannf.